# Listă de filme de acțiune din 2006
Aceasta este o listă de filme de acțiune din 2006:
| Titlu                                 | Regizor                      | Actori                                                 | Țară                                                                                                  | Sub-Gen/Note                                         |
| ------------------------------------- | ---------------------------- | ------------------------------------------------------ | --- | ---------------------------------------------------- |
| A.I. Assault                          | Jim Wynorski                 | Joe Lando, Lisa Locicero, Josh Coxx                    | Statele Unite ale Americii                                                                            | Film de televiziune științifico-fantastic de acțiune |
| Apocalypto                            | Mel Gibson                   | Rudy Youngblood, Dalia Hernandez, Jonathan Brewer      | Statele Unite ale Americii                                                                            | [ 2 ]                                                |
| Attack Force                          | Michael Keusch               | Steven Seagal                                          | Statele Unite ale Americii                                                                            | [ 3 ]                                                |
| A Battle of Wits                      | Jacob C.L. Cheung            | Andy Lau, Ahn Sung-ki, Wang Zhiwen                     | Coreea de Sud · Japonia · Hong Kong · Republica Populară Chineză                                      | [ 4 ]                                                |
| BloodRayne                            | Uwe Boll                     | Kristanna Loken, Michelle Rodriguez                    | Germania · Canada                                                                                     | [ 5 ]                                                |
| Bon Cop, Bad Cop                      | Eric Canuel                  | Patrick Huard, Colm Feore                              | Canada                                                                                                | [ 6 ]                                                |
| Casino Royale                         | Martin Campbell              | Daniel Craig, Eva Green, Mads Mikkelsen                | Cehia · Germania · Regatul Unit al Marii Britanii și al Irlandei de Nord · Statele Unite ale Americii | [ 7 ]                                                |
| Children of Men                       | Alfonso Cuarón               | Clive Owen, Julianne Moore, Michael Caine              | Statele Unite ale Americii                                                                            | acțiune thriller                                     |
| Cicak Man                             | Yusry                        | Saiful Apek, Fasha Sandha, Yusry                       | Malaysia                                                                                              | film cu supereroi                                    |
| The City of Violence                  | Ryu Seung-wan                | Jeong Du-hong, Lee Beom-su, Kim Seo-hyeong             | Coreea de Sud                                                                                         | [ 10 ]                                               |
| Crank                                 | Mark Neveldine, Brian Taylor | Jason Statham, Amy Smart                               | Statele Unite ale Americii                                                                            | [ 11 ]                                               |
| Curse of the Golden Flower            | Zhang Yimou                  | Chow Yun-fat, Gong Li, Jay Chou                        | Hong Kong · Republica Populară Chineză                                                                | film de arte marțiale                                |
| Déjà Vu                               | Tony Scott                   | Denzel Washington, Paula Patton, Val Kilmer            | Statele Unite ale Americii                                                                            | Science fiction acțiune                              |
| DOA: Dead or Alive                    | Corey Yuen                   | Holly Valance, Matthew Marsden                         | Statele Unite ale Americii · Germania · Regatul Unit al Marii Britanii și al Irlandei de Nord         | [ 14 ]                                               |
| Dragon Tiger Gate                     | Wilson Yip                   | Donnie Yen, Nicholas Tse, Shawn Yue                    | Republica Populară Chineză · Hong Kong                                                                | [ 15 ]                                               |
| Dynamite Warrior                      | Chalerm Wongpim              | Dan Chupong, Panna Rittikrai, Leo Putt                 | Thailanda                                                                                             | [ 16 ]                                               |
| Election 2                            | Johnny To                    | Simon Yam, Louis Koo, Wong Tin-lam                     | Hong Kong                                                                                             | [ 17 ]                                               |
| End Game                              | Andy Cheng                   | Cuba Gooding, Jr., Angie Harmon, Brian Presley         | Canada · Statele Unite ale Americii                                                                   | [ 18 ]                                               |
| Exiled                                | Johnny To                    | Nick Cheung, Simon Yam, Francis Ng                     | Republica Populară Chineză · Hong Kong                                                                | [ 19 ]                                               |
| The Fast and the Furious: Tokyo Drift | Justin Lin                   | Lucas Black, Bow Wow, Nathalie Kelley                  | Statele Unite ale Americii                                                                            | [ 20 ]                                               |
| Fearless                              | Ronny Yu                     | Jet Li, Betty Sun, Dong Yong                           | Republica Populară Chineză                                                                            | [ 21 ]                                               |
| Firewall                              | Richard Loncraine            | Harrison Ford, Paul Bettany, Virginia Madsen           | Statele Unite ale Americii                                                                            | acțiune thriller                                     |
| The Guardian                          | Andrew Davis                 | Kevin Costner, Ashton Kutcher, Sela Ward               | Statele Unite ale Americii                                                                            | [ 23 ]                                               |
| Jade Warrior                          | Antti-Jussi Annila           | Tommi Eronen, Markku Peltola, Zhang Jingchu            | Țările de Jos · Estonia · Finlanda · Republica Populară Chineză                                       | [ 24 ]                                               |
| Kiltro                                | Ernesto Diaz Espinoza        | Marko Zaror                                            | Chile                                                                                                 | [ 25 ]                                               |
| The Marine                            | John Bonito                  | John Cena, Robert Patrick, Kelly Clarkson              | Statele Unite ale Americii                                                                            | [ 26 ]                                               |
| Mercury Man                           | Bhandit Thongdee             | Parinya Kiatbusaba                                     | Thailanda                                                                                             | [ 27 ]                                               |
| Miami Vice                            | Michael Mann                 | Colin Farrell, Jamie Foxx, Gong Li                     | Statele Unite ale Americii                                                                            | [ 28 ]                                               |
| Mission: Impossible III               | J.J. Abrams                  | Tom Cruise, Philip Seymour Hoffman, Ving Rhames        | Statele Unite ale Americii                                                                            | [ 29 ]                                               |
| Poseidon                              | Wolfgang Petersen            | Josh Lucas, Kurt Russell                               | Statele Unite ale Americii                                                                            | [ 30 ]                                               |
| Rob-B-Hood                            | Benny Chan                   | Louis Koo, Gao Yuanyuan, Jackie Chan                   | Republica Populară Chineză · Hong Kong                                                                | [ 31 ]                                               |
| Running Scared                        | Wayne Kramer                 | Paul Walker, Cameron Bright, Vera Farmiga              | Germania · Statele Unite ale Americii                                                                 | [ 32 ]                                               |
| Severance                             | Christopher Smith            | Danny Dyer, Laura Harris, Tim McInnerny                | Germania · Regatul Unit al Marii Britanii și al Irlandei de Nord                                      | acțiune thriller                                     |
| Smokin' Aces                          | Joe Carnahan                 | Ben Affleck, Andy Garcia, Alicia Keys                  | Statele Unite ale Americii                                                                            | acțiune thriller                                     |
| Snakes on a Plane                     | David R. Ellis               | Samuel L. Jackson, Julianna Margulies, Nathan Phillips | Statele Unite ale Americii                                                                            | [ 35 ]                                               |
| Superman Returns                      | Bryan Singer                 | Brandon Routh, Kate Bosworth, James Marsden            | Statele Unite ale Americii                                                                            | [ 36 ]                                               |
| Two Tigers                            | Sandro Cecca                 | Andrea Osvart, Selena Khoo, Olivier Pages              | Italia                                                                                                | [ 37 ]                                               |
| Ultraviolet                           | Kurt Wimmer                  | Milla Jovovich                                         | Statele Unite ale Americii                                                                            | [ 38 ]                                               |
| Underworld: Evolution                 | Len Wiseman                  | Kate Beckinsale, Scott Speedman, Tony Curran           | Statele Unite ale Americii                                                                            | [ 39 ]                                               |
| V For Vendetta                        | James McTeigue               | Natalie Portman, Hugo Weaving, John Hurt               | Statele Unite ale Americii · Germania · Regatul Unit al Marii Britanii și al Irlandei de Nord         | Science fiction acțiune                              |
| X-Men: The Last Stand                 | Brett Ratner                 | Hugh Jackman, Halle Berry, Ian McKellen                | Statele Unite ale Americii                                                                            | [ 41 ]                                               |
| Yo-Yo Girl Cop                        | Kenta Fukasaku               | Aya Matsuura, Riki Takeuchi, Rika Ishikawa             | Japonia                                                                                               | [ 42 ]                                               |